# Bezirk Treptow-Köpenick
Treptow-Köpenick [ˈtreːptoː ˈkøːpənɪk] ist der neunte Verwaltungsbezirk von Berlin. Am 31. Dezember 2024 hatte er 288.802 Einwohner. Das im Südosten Berlins gelegene Gebiet ist der flächengrößte Bezirk der Stadt und wird landschaftlich durch seine ausgedehnten Waldgebiete und Wasserflächen geprägt. Berlins größter See, der Müggelsee, liegt in Treptow-Köpenick.
Der Bezirk entstand nach der Verwaltungsreform 2001 durch die Zusammenlegung der zuvor eigenständigen Bezirke Treptow und Köpenick.
Treptow-Köpenick weist eine günstige Sozialstruktur auf. Der Arbeitsmarkt ist durch eine überdurchschnittliche Beschäftigungsquote geprägt. Internationale Bedeutung hat der Wirtschaftsstandort durch sein Innovations- und Technologiezentrum in Adlershof.
Berlins mitgliederreichster Verein, der 1. FC Union Berlin, ist im Ortsteil Köpenick beheimatet.

## Geographie

### Lage
Der Bezirk Treptow-Köpenick liegt im Südosten von Berlin. Es ist der östlichste und zugleich südlichste Bezirk der Stadt. Der östlichste Ortsteil ist Rahnsdorf, der südlichste Schmöckwitz.
Treptow-Köpenick grenzt im Norden an die Bezirke Friedrichshain-Kreuzberg, Lichtenberg und Marzahn-Hellersdorf. Im Westen grenzt es an Neukölln. Im Süden und Osten teilt sich der Bezirk eine Grenze mit dem Bundesland Brandenburg.

### Gewässer und Wälder
Etwa 70 % des Areals bestehen aus Wasser wie dem Müggelsee und dem Zeuthener See, Wald, Parks, Naturschutz- und Landschaftsschutzgebieten. Der Bezirk verfügt mit 12,9 % über die größte Wasserfläche und mit 41,5 % über die größte Waldfläche aller Berliner Bezirke. 36,4 % der gesamten Wasserfläche und 42,9 % der totalen Waldfläche Berlins entfallen auf diesen Bezirk.

### Ortsteile
Der Bezirk Treptow-Köpenick ist in 15 Ortsteile aufgegliedert. Mit einer Fläche von 34,92 km² ist der Ortsteil Köpenick der größte Berlins.

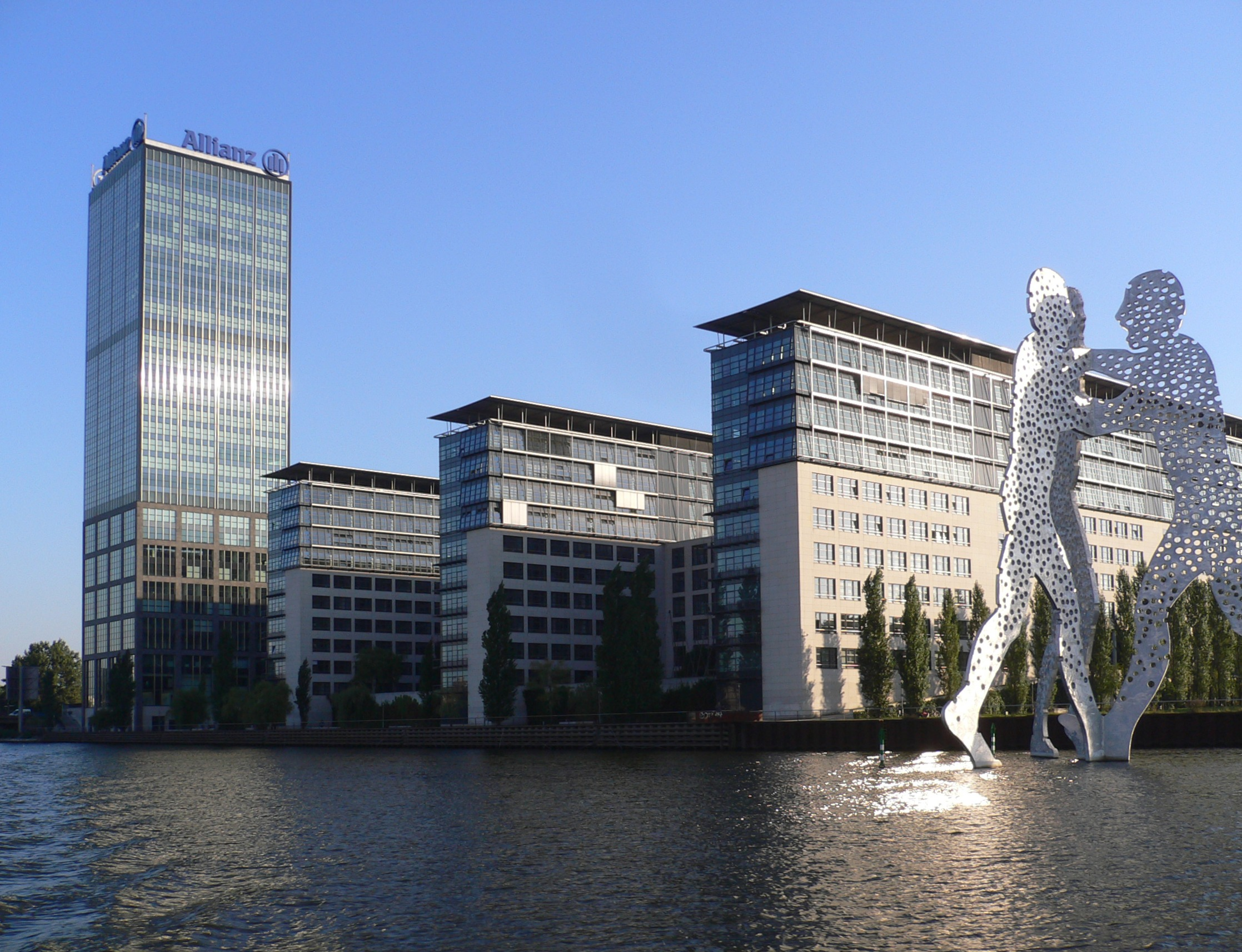
Die Treptowers markieren die Bezirksgrenze zu Friedrichshain-Kreuzberg

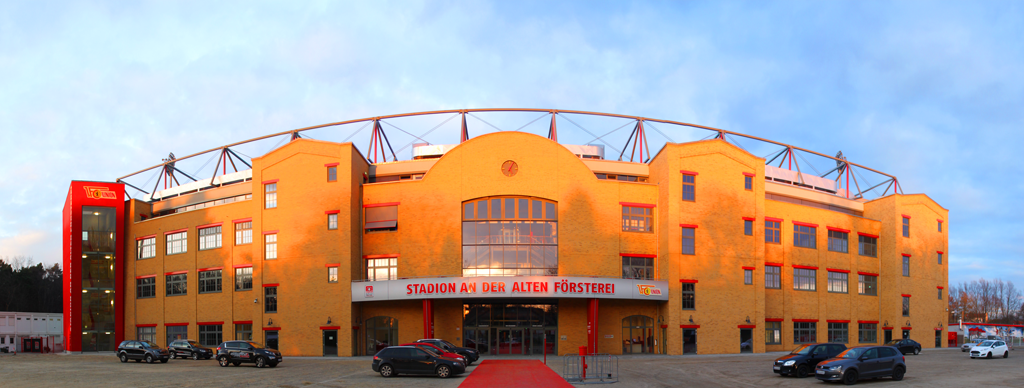
Stadion An der Alten Försterei in Köpenick

Badeschiff in Alt-Treptow

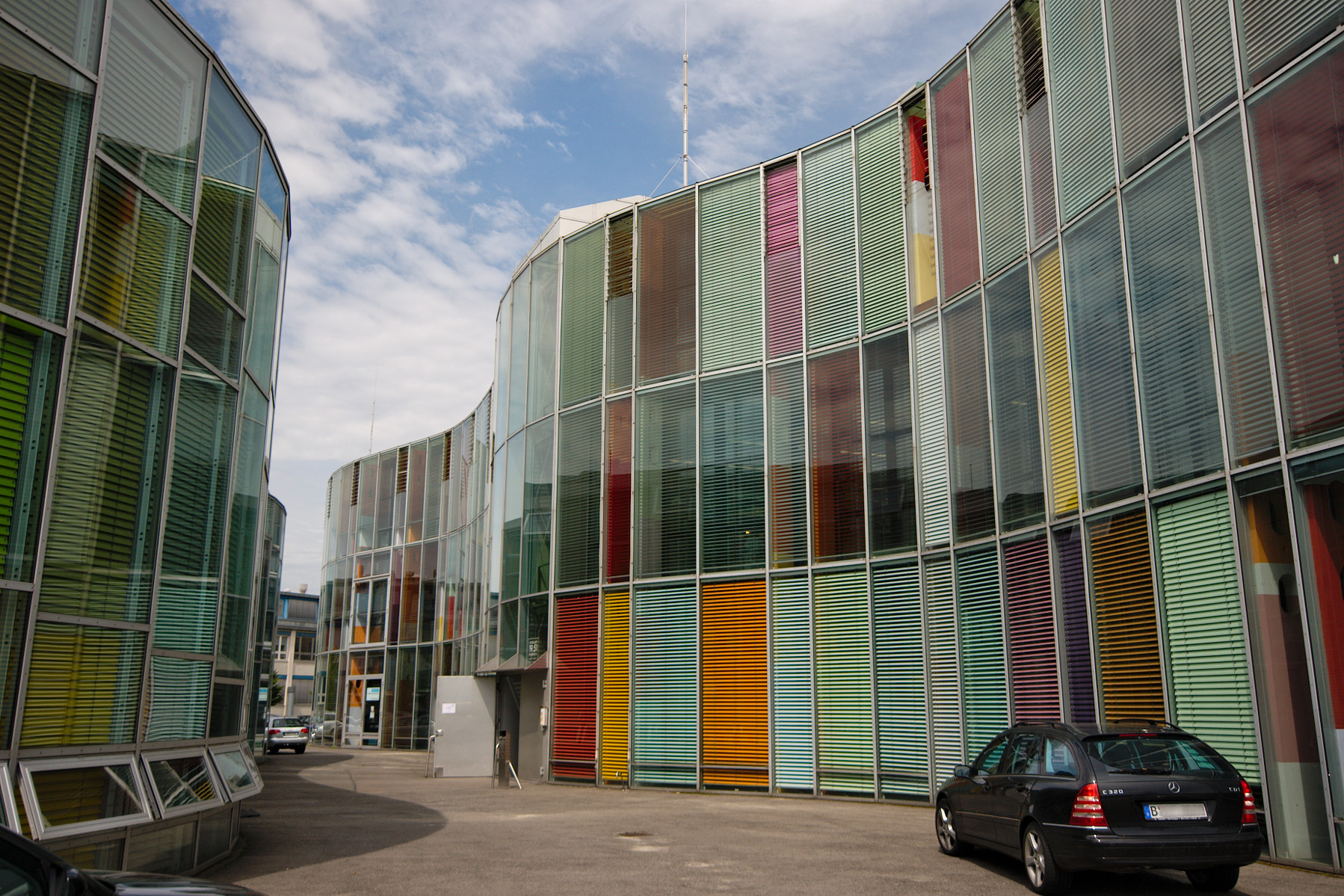
Forschungsinstitut in Adlershof

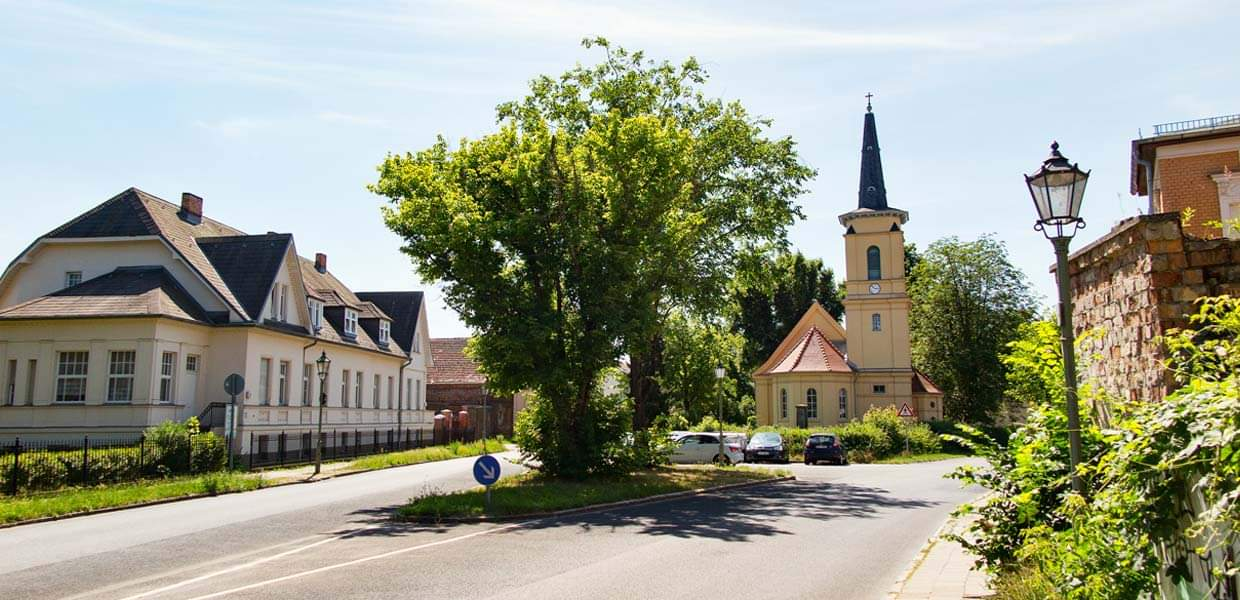
Dorfplatz Bohnsdorf

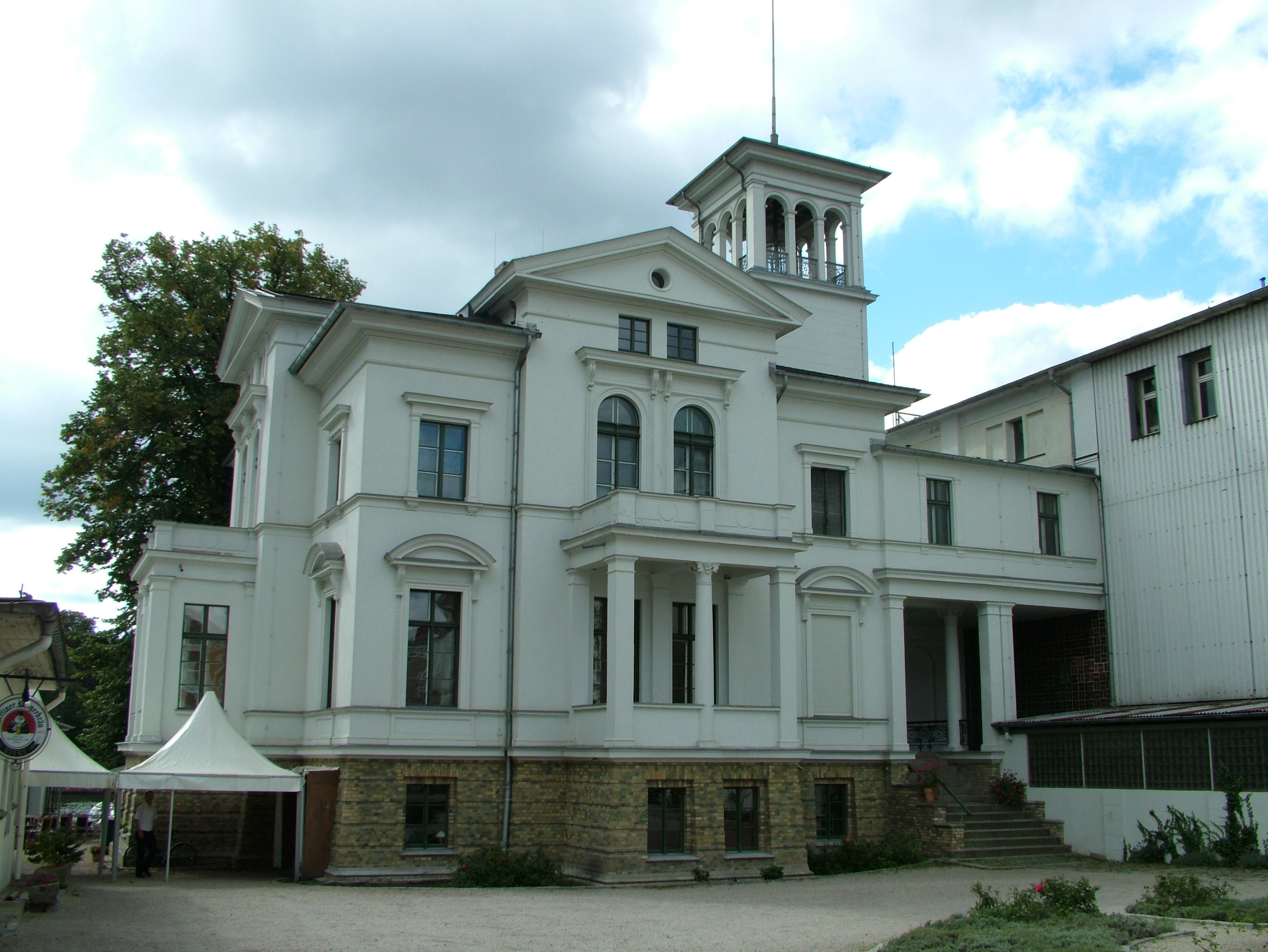
Weiße Villa in Friedrichshagen

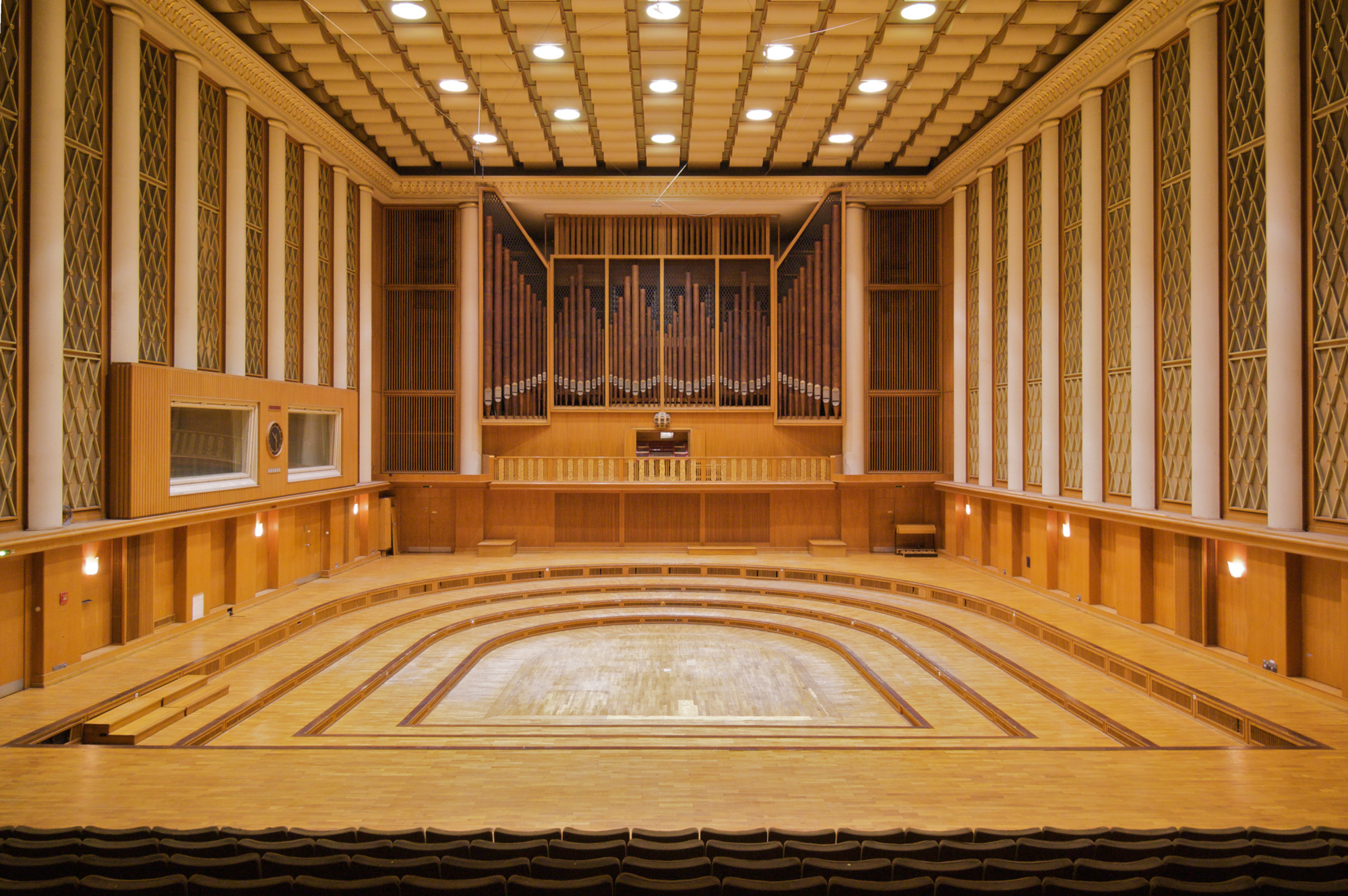
Saal im Funkhaus Berlin in Oberschöneweide

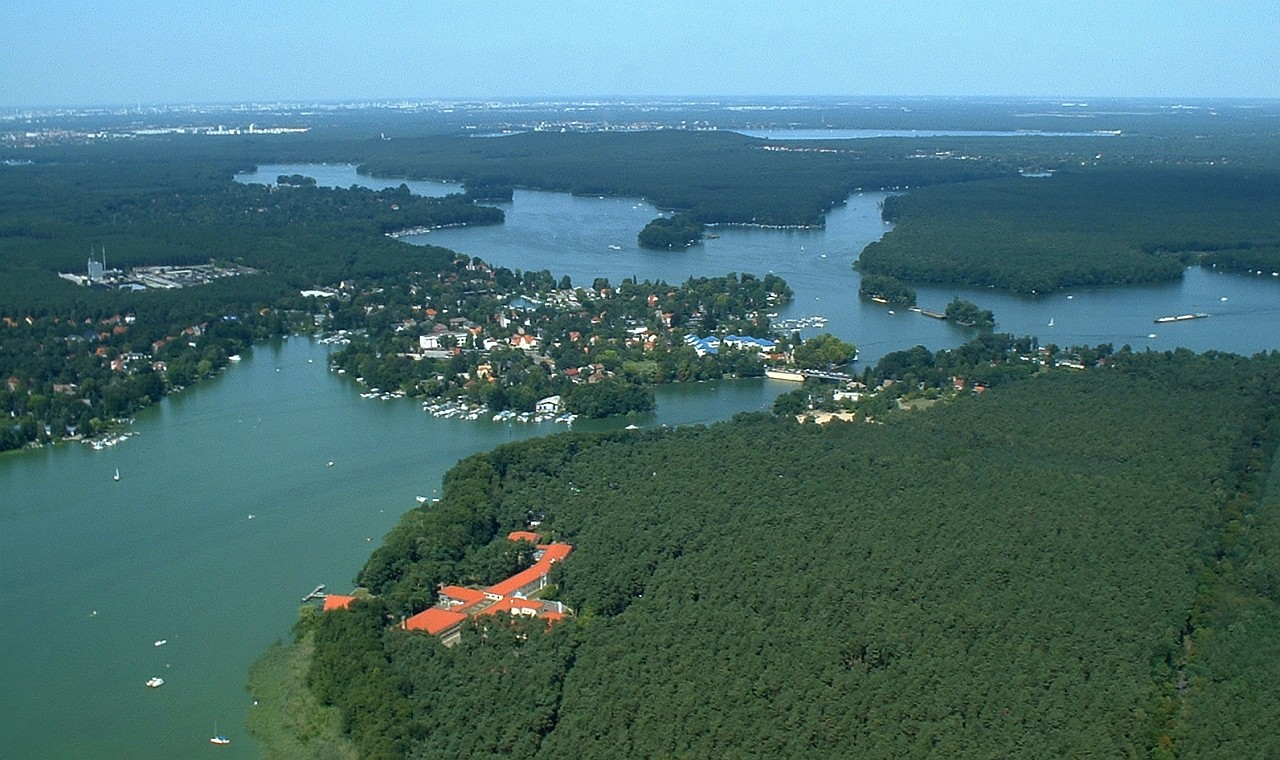
Zeuthener See in Schmöckwitz

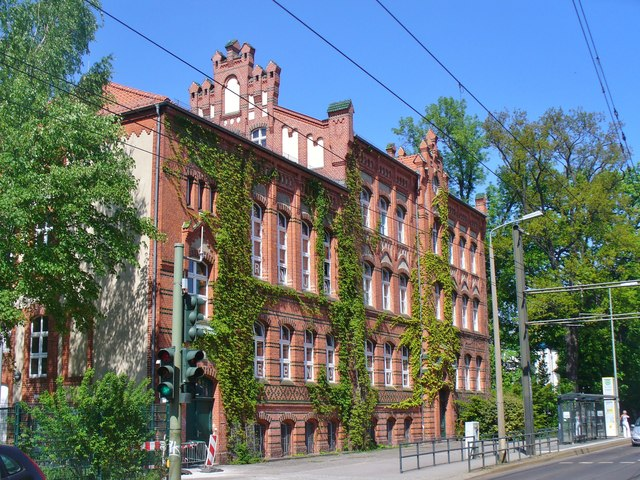
Schule in Grünau

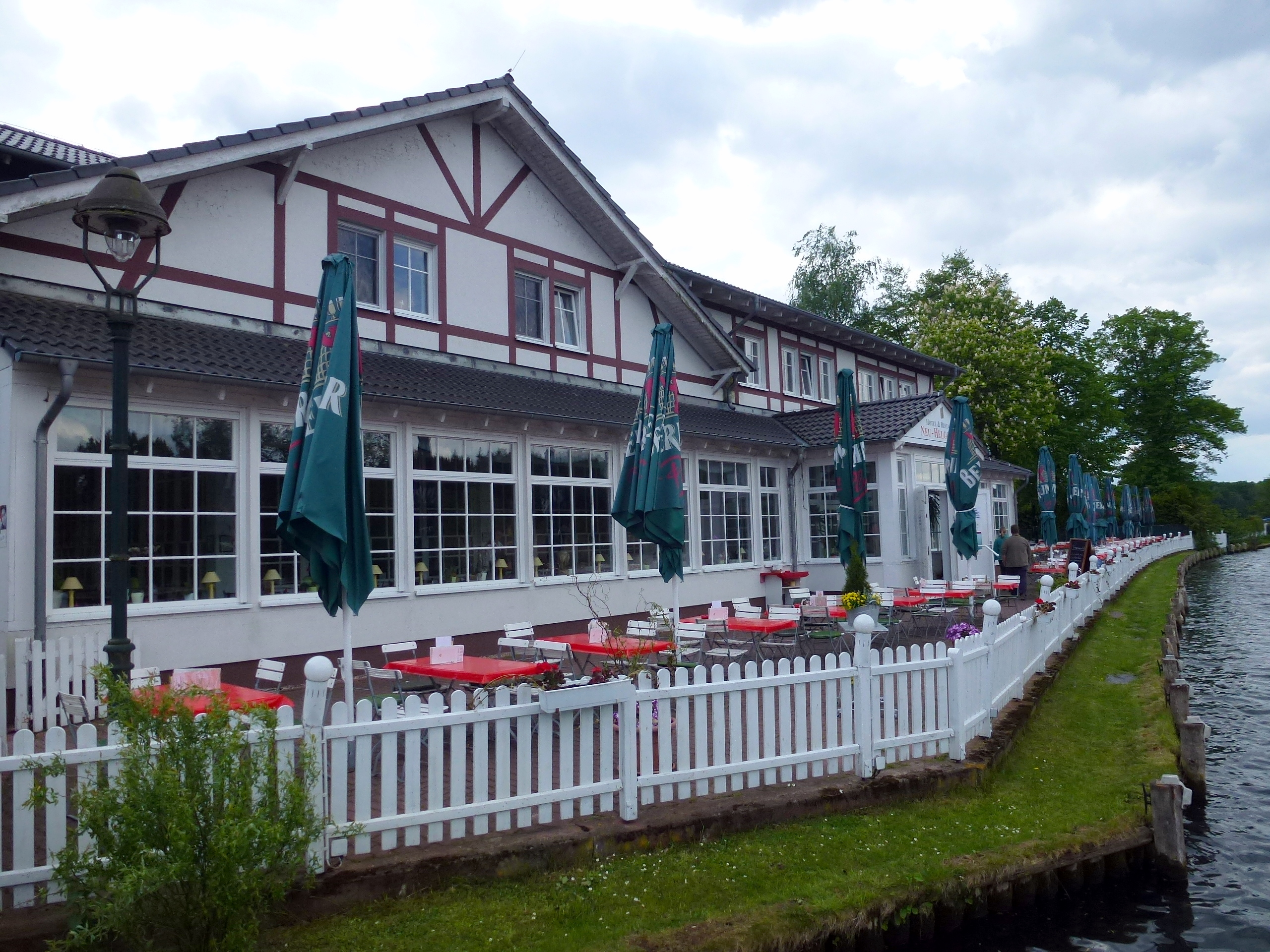
Neu-Helgoland in Müggelheim

| Ortsteil und Ortslagen | Fläche (km²) | Einwohner 31. Dezember 2024 | Ein- wohner pro km² | Lage                                   |
| --- | ------------ | --------------------------- | ------------------- | -------------------------------------- |
| 0901 Alt-Treptow | 2,31         | 13.453                      | 5.824               | Ortsteile des Bezirks Treptow-Köpenick |
| 0902 Plänterwald | 3,01         | 11.753                      | 3.905               | Ortsteile des Bezirks Treptow-Köpenick |
| 0903 Baumschulenweg - Späthsfelde | 4,82         | 19.404                      | 4.026               | Ortsteile des Bezirks Treptow-Köpenick |
| 0904 Johannisthal | 6,54         | 21.636                      | 3.308               | Ortsteile des Bezirks Treptow-Köpenick |
| 0905 Niederschöneweide - Oberspree | 3,49         | 14.508                      | 4.157               | Ortsteile des Bezirks Treptow-Köpenick |
| 0906 Altglienicke - Falkenberg | 7,89         | 33.159                      | 4.203               | Ortsteile des Bezirks Treptow-Köpenick |
| 0907 Adlershof - Wendenheide | 6,11         | 22.417                      | 3.669               | Ortsteile des Bezirks Treptow-Köpenick |
| 0908 Bohnsdorf - Falkenhorst - Falkenberg | 6,52         | 13.780                      | 2.113               | Ortsteile des Bezirks Treptow-Köpenick |
| 0909 Oberschöneweide | 6,18         | 25.664                      | 4.153               | Ortsteile des Bezirks Treptow-Köpenick |
| 0910 Köpenick - Altstadt - Dammfeld - Dammvorstadt - Elsengrund - Kämmereiheide - Kietz - Kietzer Feld - Köllnische Vorstadt - Piepertswinkel - Salvador-Allende-Viertel - Spindlersfeld - Uhlenhorst - Wendenschloß - Wolfsgarten | 34,92        | 71.366                      | 2.044               | Ortsteile des Bezirks Treptow-Köpenick |
| 0911 Friedrichshagen - Hirschgarten | 14,02        | 19.036                      | 1.358               | Ortsteile des Bezirks Treptow-Köpenick |
| 0912 Rahnsdorf - Hessenwinkel - Wilhelmshagen | 21,45        | 11.138                      | 519                 | Ortsteile des Bezirks Treptow-Köpenick |
| 0913 Grünau | 9,13         | 8.376                       | 917                 | Ortsteile des Bezirks Treptow-Köpenick |
| 0914 Müggelheim - Ludwigshöhe - Siedlung Schönhorst | 22,22        | 7.059                       | 318                 | Ortsteile des Bezirks Treptow-Köpenick |
| 0915 Schmöckwitz - Karolinenhof - Rauchfangswerder - Schmöckwitzwerder | 17,14        | 4.487                       | 262                 | Ortsteile des Bezirks Treptow-Köpenick |

Von der Bezirksverwaltung wird auch eine Einteilung nach Bezirksregionen gewählt und hat jeweils Kurzprofile bereitgestellt.

## Geschichte
Bereits zur Zeit der Slawen, die der Stadt mit Copnic (Inselort) den Namen gaben, entstanden am Zusammenfluss von Dahme und Spree Burgen und Siedlungen. Im Jahr 1209 findet sich die erste Erwähnung in Dokumenten unter dem Namen Copenic. Als Hauptburg und Hauptansiedlung des slawischen Stammes der Sprewanen unter ihrem Fürsten Jaxa von Köpenick (* vor 1125; † Februar 1176) wurde es zum Besiedlungszentrum des Köpenicker Raums.

### 1920–2000
Mit der Bildung Groß-Berlins entstand im Grunde nördlich der Spree der Verwaltungsbezirk Cöpenick aus den Orten Bohnsdorf, Carolinenhof, Cöpenick, Friedrichshagen, Grünau, Hessenwinkel, Hirschgarten, Müggelheim, Rahnsdorf, Rauchfangswerder, Schmöckwitz und Wilhelmshagen. Vorrangig südlich der Spree wurde der Verwaltungsbezirk Treptow aus Adlershof, Alt-Glienicke, Johannisthal, Niederschöneweide, Oberschöneweide, Treptow, Wuhlheide gebildet. Die Ortslagen und Ortsteile von 1920 wurden, insbesondere 1938, umgeordnet.
Nach 1949 gehörte das Gebiet der Bezirke Treptow und Köpenick bis zur deutschen Wiedervereinigung 1990 zu Ost-Berlin.

### Seit 2001
Die bis zur Verwaltungsreform 2001 eigenständigen Bezirke Treptow und Köpenick wurden vereint. Sie nehmen seitdem fast 19 % der gesamten Stadtfläche Berlins von rund 892 km² ein. Damit ist Treptow-Köpenick der flächenmäßig größte Berliner Bezirk.

## Bevölkerung

### Überblick
Am 31. Dezember 2024 hatte Treptow-Köpenick 288.802 Einwohner. Bedingt durch den hohen Anteil von Wasser- und Waldflächen an der Gesamtfläche von 168,4 km² lag am Stichtag die durchschnittliche Bevölkerungsdichte bei 1.715 Einwohnern pro km² und ist damit der niedrigste Wert aller Berliner Bezirke. Siehe hierzu auch: Liste der Bezirke und Ortsteile Berlins.
| Jahr | Einwohner |
| ---- | --------- |
| 2001 | 230.967   |
| 2002 | 230.533   |
| 2003 | 231.514   |
| 2004 | 232.586   |
| 2005 | 233.094   |
| 2006 | 234.313   |
| 2007 | 234.979   |
| 2008 | 236.082   |
| 2009 | 237.753   |
| 2010 | 239.374   |

| Jahr | Einwohner |
| ---- | --------- |
| 2011 | 241.487   |
| 2012 | 243.844   |
| 2013 | 245.951   |
| 2014 | 249.440   |
| 2015 | 253.333   |
| 2016 | 259.524   |
| 2017 | 264.999   |
| 2018 | 269.775   |
| 2019 | 273.689   |
| 2020 | 276.165   |

| Jahr | Einwohner |
| ---- | --------- |
| 2021 | 280.357   |
| 2022 | 289.180   |
| 2023 | 294.081   |
| 2024 | 297.236   |

Die unten stehenden Einwohnerzahlen (Stand: jeweils am 31. Dezember) basieren, abweichend von der Bevölkerungsfortschreibung des Amtes für Statistik Berlin-Brandenburg, auf Daten des Einwohnermelderegisters des Berliner Landesamtes für Bürger- und Ordnungsangelegenheiten.

### Bevölkerungsstruktur
Die folgende Tabelle zeigt Angaben zur Struktur der Bevölkerung von Treptow-Köpenick am 31. Dezember 2024.
| Geschlecht      | Anzahl  | Anteil |
| --------------- | ------- | ------ |
| männlich        | 147.067 | 49,5 % |
| weiblich        | 150.169 | 50,5 % |
| insgesamt       | 297.236 | 100 %  |
|                 |         |        |
|                 |         |        |
| Altersgruppen   |         |        |
| unter 20        | 053.875 | 18,1 % |
| 20 bis unter 40 | 085.486 | 28,8 % |
| 40 bis unter 65 | 097.780 | 32,9 % |
| ab 65           | 060.095 | 20,2 % |
| insgesamt       | 297.236 | 100 %  |

| Herkunft                            | Anzahl  | Anteil |
| ----------------------------------- | ------- | ------ |
| Deutsche ohne Migrationshintergrund | 220.662 | 74,2 % |
| Deutsche mit Migrationshintergrund  | 025.738 | 08,7 % |
| Ausländer                           | 050.836 | 17,1 % |
| insgesamt                           | 297.236 | 100 %  |
|                                     |         |        |
| Wohnlagen                           |         |        |
| einfache Wohnlagen bzw. ohne Angabe | 073.194 | 24,6 % |
| mittlere Wohnlagen                  | 205.767 | 69,2 % |
| gute Wohnlagen                      | 018.275 | 06,2 % |
| insgesamt                           | 297.236 | 100 %  |

| Religion            | Anzahl  | Anteil |
| ------------------- | ------- | ------ |
| evangelisch         | 023.246 | 07,8 % |
| römisch-katholisch  | 012.017 | 04,0 % |
| sonstige bzw. keine | 261.973 | 88,2 % |
| insgesamt           | 297.236 | 100 %  |

Das Durchschnittsalter im Bezirk lag am 31. Dezember 2024 bei 43,6 Jahren (Berliner Durchschnitt 42,8 Jahre).

## Wirtschaft
Im Ortsteil Alt-Treptow steht der 125 m hohe Treptowers-Gebäudekomplex. Von 1998 bis 2023 war es das höchste Berliner Bürohaus mit 31 Etagen.

### Technologiestandort
Der Wissenschafts- und Wirtschaftsstandort Adlershof, auch WISTA genannt, liegt im Ortsteil Adlershof und gilt mit über 1300 Unternehmen (Stand: 2023) und etwa 28.000 Mitarbeitern als einer der größten Technologieparks in Deutschland und Europa.
Die Hochschule für Technik und Wirtschaft Berlin betreibt ein erfolgreiches Gründerzentrum in Oberschöneweide. Die HTW ist gegenwärtig die gründungsaktivste Hochschule im deutschsprachigen Raum (Stand:2023).

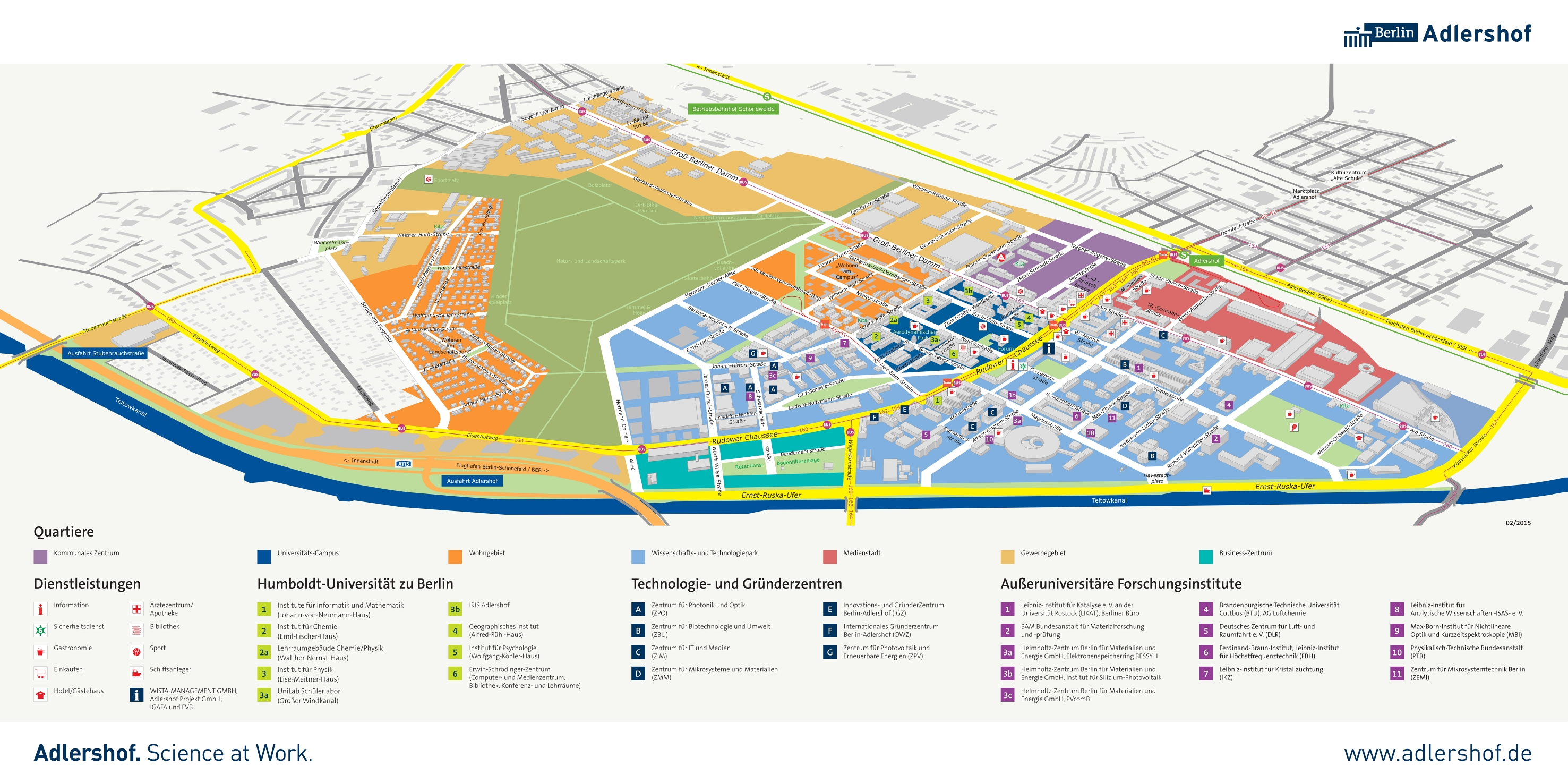
WISTA-Areal in Adlershof
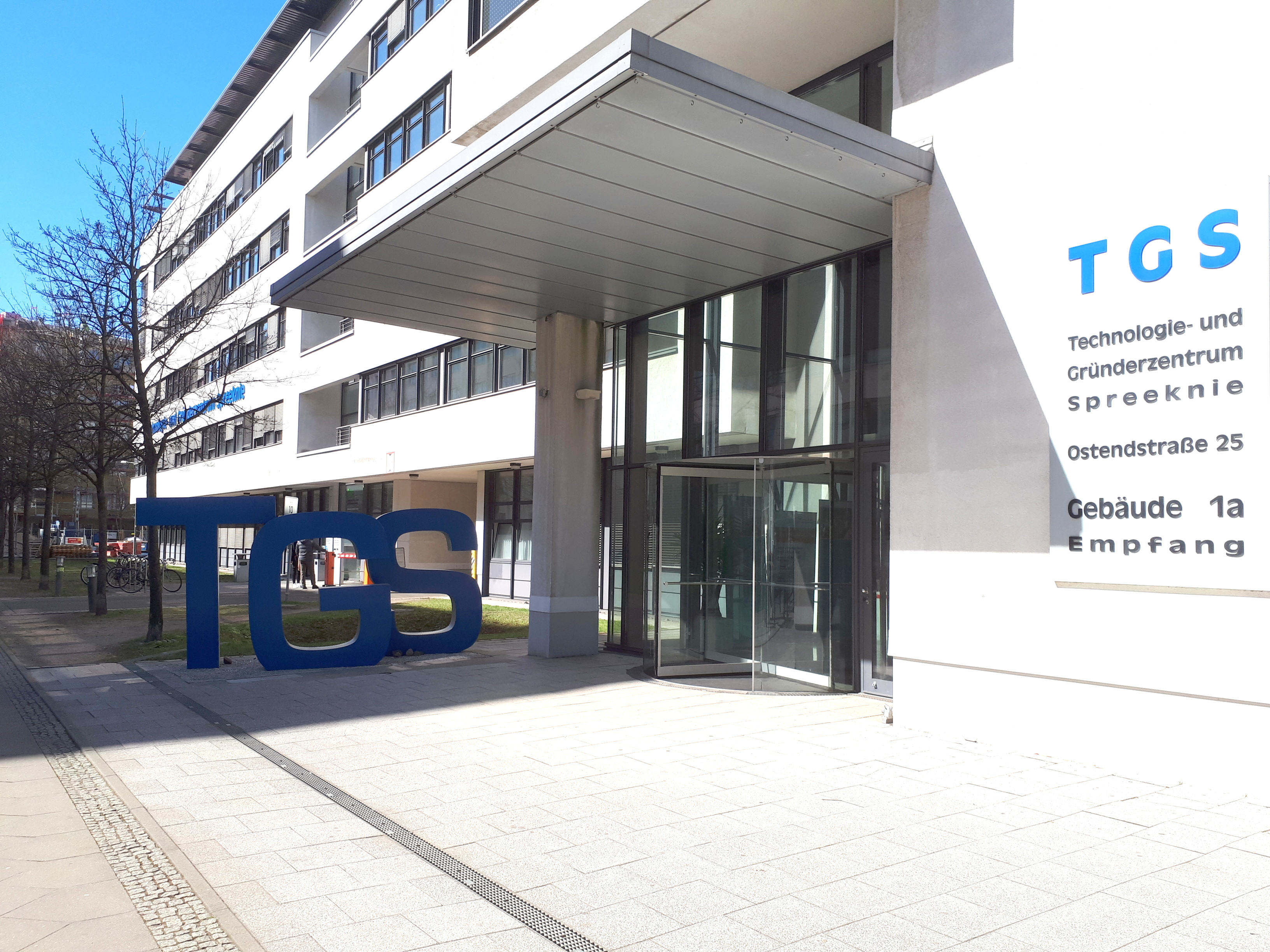
Technologie- & Gründerzentrum der HTW Berlin
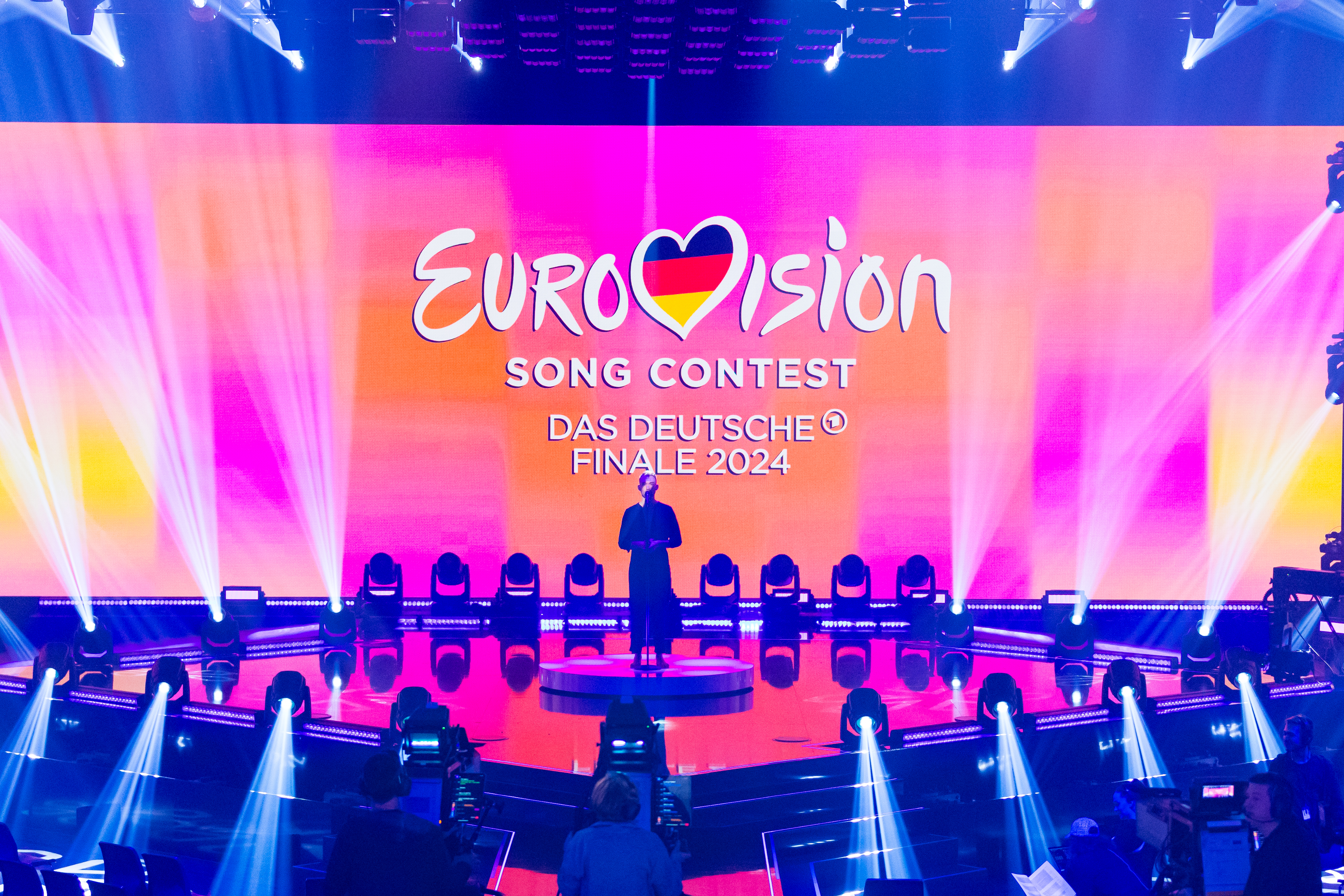
TV-Aufzeichnung im Studio Berlin

### Medienstandort
In den Studios des WISTA Geländes werden zahlreiche Fernsehsendungen produziert. Von 2019 bis März 2025 wurde hier u. a. die Unterhaltungsshow Late Night Berlin aufgezeichnet.

## Infrastruktur

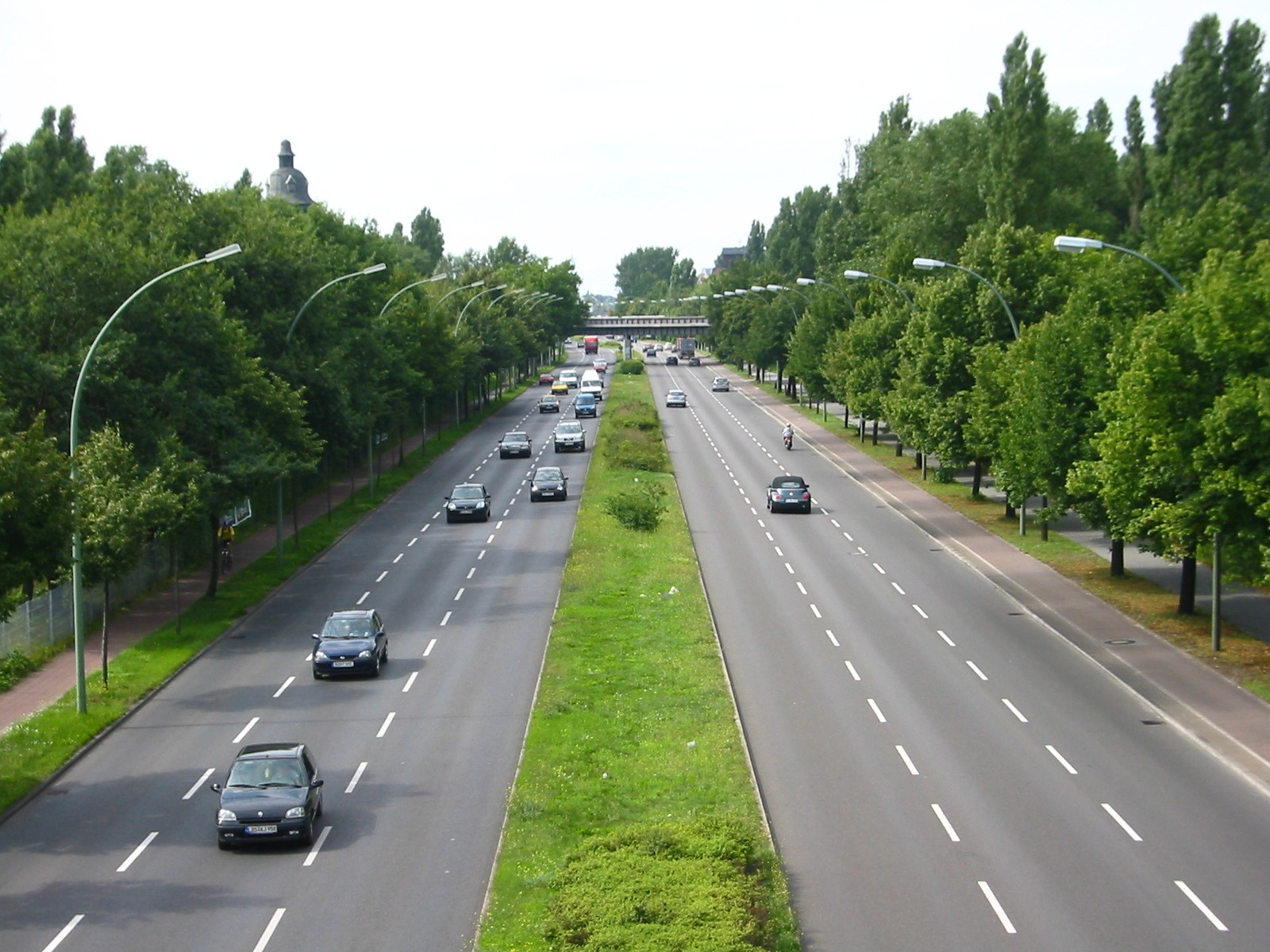
Das Adlergestell, mit 11,9 Kilometern Berlins längste Straße

### Individualverkehr
- Die Autobahnen A 113 und A 117 sowie die B 96a führen durch den Bezirk Treptow-Köpenick. Das Adlergestell ist mit 11,9 km Berlins längste Straße.
- Die geplante Radschnellverbindung Y-Trasse soll durch den Bezirk führen.

### Öffentlicher Personennahverkehr
- Bahnstrecke Berlin–Görlitz
- Bahnstrecke Berlin Warschauer Straße–Königs Wusterhausen
- Berliner Ringbahn
- Bahnstrecke Berlin-Neukölln–Berlin-Baumschulenweg
- Zweigbahn Schöneweide–Spindlersfeld

- S-Bahn-Linien S3, S41, S42, S45, S46, S47, S8, S85 und S9
- Straßenbahn-Linien 21, 27, 37, 60, 61, 62, 63, 67, 68, 87, 88 und M17
- Fährlinien  F11, F12, F21, F23 und F24 (Ruderfähre im Linienverkehr)
- Zahlreiche Buslinien erschließen den Bezirk.

### Schiffsverkehr
Im Bezirk sind zwei Fahrgastreedereien ansässig. Der Hafen Treptow ist Sitz des Schifffahrtsunternehmens Stern und Kreisschiffahrt, der Hafen Rummelsburg Sitz der Reederei Riedel. Beide Häfen sind Startpunkte für Ausflugsfahren in die Berliner City und in die südöstlichen Ortsteile Berlins. Zudem dienen sie der Wartung und Pflege der jeweiligen Flotten.

### Energieversorgung
Das Blockheizkraftwerk Berlin-Köpenick ist ein Blockheizkraftwerk nach dem Prinzip der Kraft-Wärme-Kopplung im Ortsteil Köpenick. Das Kraftwerk erbringt eine elektrische Leistung von 10 MW sowie eine thermische Leistung von 50 MW.

### Telekommunikation
2019 ging im Wissenschafts- und Wirtschaftsstandort Adlershof eine der deutschlandweit ersten Antennen der 5G-Technik in Betrieb. Die neue Anlage ermöglicht entsprechend ausgerüsteten Mobiltelefonen eine Download-Geschwindigkeit von rund 500 Megabit pro Sekunde.

## Politik

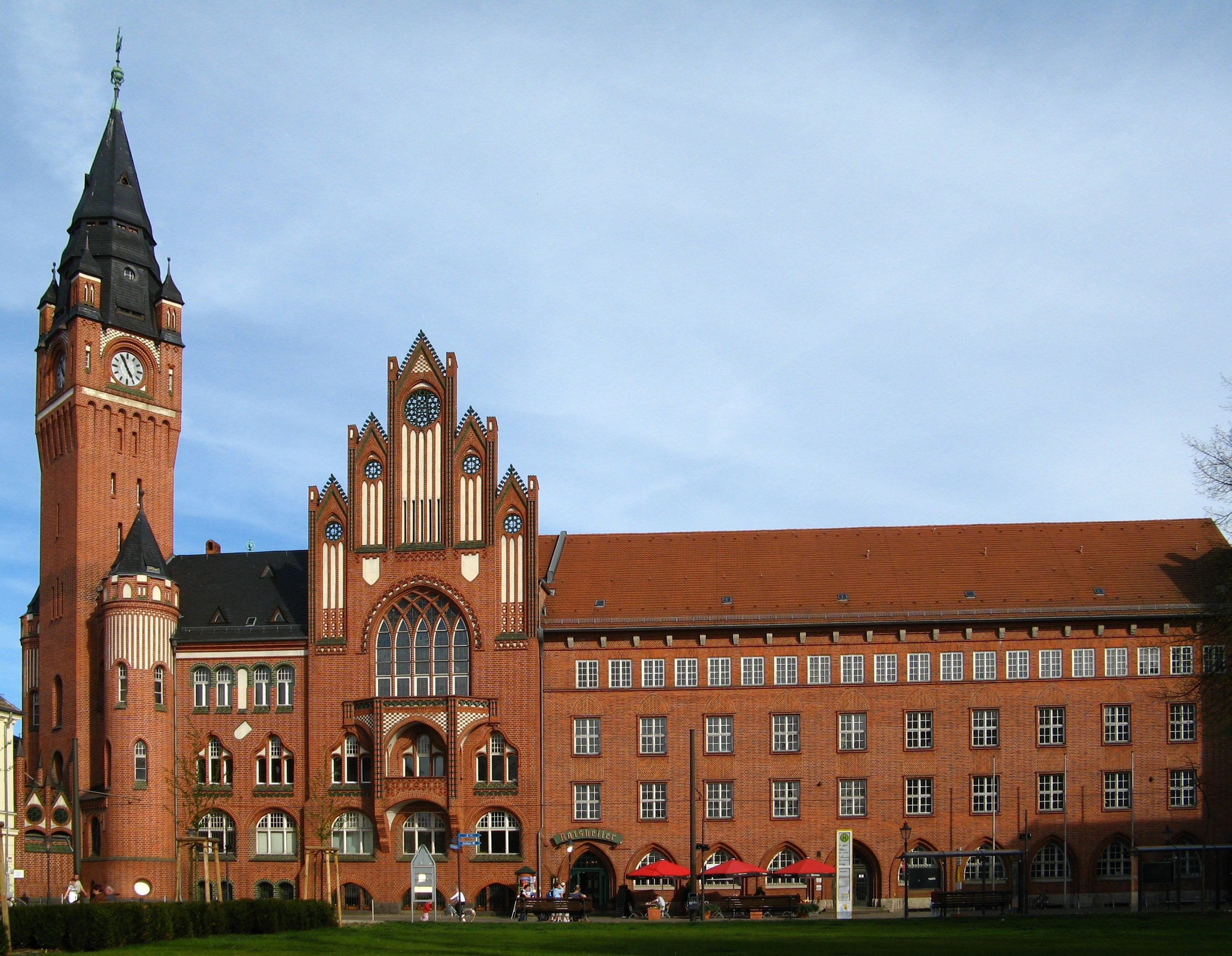
Rathaus Köpenick

### Bezirksverordnetenversammlung
Die Wahl zur Bezirksverordnetenversammlung (BVV) des Bezirks Treptow-Köpenick am 12. Februar 2023 führte zu folgendem Ergebnis:
| Wahl zur Bezirksverordnetenversammlung Treptow-Köpenick 2023Wahlbeteiligung: 61,1 % 3020100 23,4 %22,4 %15,4 %14,0 %12,3 %3,5 %3,4 %5,6 % CDUSPDLinkeAfDGrüneTierschutzFDPSonst.Gewinne und Verlusteim Vergleich zu 2021 %p 12 10 8 6 4 2 0 −2 −4+10,2 %p−2,8 %p−2,3 %p+2,1 %p−1,4 %p−0,2 %p−2,7 %p−2,9 %pCDUSPDLinkeAfDGrüneTierschutzFDPSonst. | Sitzverteilung (Stand: 2025)Insgesamt 55 Sitze - CDU: 14 - SPD: 13 - Linke: 9 - AfD: 8 - Grüne: 7 - Tierschutz: 2 - FDP: 2 |

Ein Mitglied der CDU trat 2023 zur Familien-Partei Deutschlands über, ist aber weiterhin Mitglied der CDU-Fraktion.

### Bezirksbürgermeister
- 2001–2006: Klaus Ulbricht (SPD)
- 2006–2011: Gabriele Schöttler (SPD)
- seit 2011:00Oliver Igel (SPD)

Der Bezirk Treptow-Köpenick ist auf Landesebene im Rat der Bürgermeister vertreten.

### Bezirksamt
Mitglieder des Bezirksamts sind (Stand: 2025):
|                     | Partei                | Funktion                               | Geschäftsbereich                                             |
| ------------------- | --------------------- | -------------------------------------- | ------------------------------------------------------------ |
| Oliver Igel         | SPD                   | Bezirksbürgermeister                   | Bürgerdienste, Personal, Finanzen, Immobilien und Wirtschaft |
| André Grammelsdorff | CDU                   | Stellvertretender Bezirksbürgermeister | Jugend                                                       |
| Claudia Leistner    | Bündnis 90/Die Grünen | Bezirksstadträtin                      | Stadtentwicklung, Straßen, Grünflächen und Umwelt            |
| Carolin Weingart    | Die Linke             | Bezirksstadträtin                      | Soziales, Gesundheit, Arbeit und Teilhabe                    |
| Marco Brauchmann    | CDU                   | Bezirksstadtrat                        | Weiterbildung, Schule, Kultur und Sport                      |
| Bernd Geschanowski  | AfD                   | Bezirksstadtrat                        | Öffentliche Ordnung                                          |

### Städtepartnerschaften
Der Bezirk pflegt Beziehungen zu Städten und Kommunen in Deutschland, Europa und auf dem amerikanischen Kontinent. Einige der Partnerschaften pflegten bereits die früheren Einzelbezirke Treptow und Köpenick und werden vom fusionierten Bezirk Treptow-Köpenick fortgesetzt. Neben den offiziellen Partnerstädten und -kommunen kooperiert der Bezirk im Rahmen ganz konkreter Projekte mit weiteren europäischen Städten.
 Köln, Deutschland, seit 1990
 East Norriton Township, Vereinigte Staaten, seit 1991
 Mokotów (Bezirk in Warschau), Polen, seit 1993
 Odernheim am Glan, Deutschland, seit 1997
 Albinea, Italien, seit 1997/1998
 Cajamarca, Peru, seit 1998
 Mürzzuschlag, Österreich, seit 2002
 Olmütz, Tschechien, seit 2002
 Subotica, Serbien, seit 2002
 Izola, Slowenien, seit 2002
 Veszprém, Ungarn, seit 2002
 Tepebaşı (Bezirk in Eskişehir), Türkei, seit 2017

### Wappen
Das heutige Wappen wurde am 21. September 2004 durch den Berliner Senat verliehen und ist aus den vorherigen Wappen der Ortsteile Treptow und Köpenick hervorgegangen und führte die verschiedenen stilistischen Elemente zusammen.
Blasonierung: In Blau ein grünes Taukreuz mit getatzten Enden, versehen mit einem goldenen Stabbord, begleitet von zwei nach innen gewendeten aufrecht stehenden silbernen Fischen. Das Taukreuz belegt mit einem goldenen Schlüssel mit linksgewendetem Bart und sieben vierstrahligen Sternen (4:2:1). Auf dem Schild ruht eine rote dreitürmige Mauerkrone, deren mittlerer Turm mit dem Berliner Wappenschild belegt ist.
Wappenbegründung: Das Wappen des Bezirks Treptow-Köpenick wurde aus den Elementen der vorher bestehenden Wappen der Bezirke Treptow und Köpenick erstellt. Das Wappen Köpenicks übte hierbei einen größeren Einfluss aus, da es deutlich älter ist als das Wappen Treptows. Das Wappen der Stadt Köpenick ist bereits im 14. Jahrhundert belegt und zeigte schon in jener Zeit einen Schlüssel und zwei silberne Fische auf blauem Schild als Verweis auf den hl. Petrus, den Schutzpatron der Fischer, sowie sieben Sterne. Auf den Bezirk Treptow verweist eine T-förmige Schildteilung mit grüner Tingierung, der die vorherrschende Farbe des Treptower Wappens und deren Darstellung von Bäumen aufgreift und dabei auf den Waldreichtum hinweist. Bei der Gründung des Bezirks im Rahmen der Bezirksreform 2001 wurden zuerst beide alten Wappen der verheirateten Bezirke gemeinsam hoheitlich geführt – im Rahmen der Wappenfindung wurde drei Jahre später der Entwurf des Heraldikers Frank Diemar als einheitliches Wappen angenommen. Die Mauerkrone ist das verbindende Element aller Berliner Bezirke.

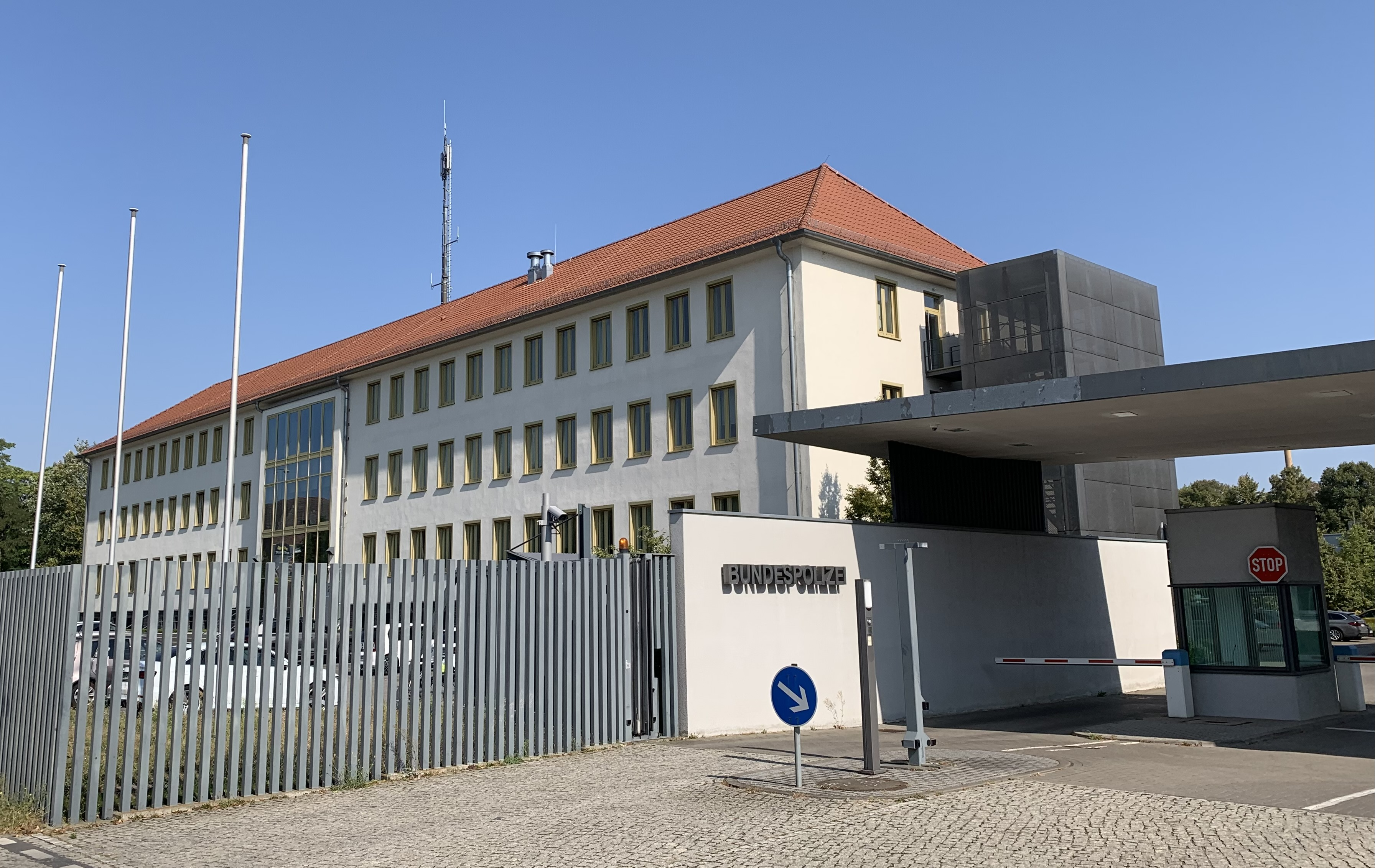
Bundespolizeidirektion Berlin

### Innere Sicherheit
Der Dienststab der Bundespolizeidirektion Berlin hat seinen Sitz in Niederschöneweide. Er ist für die Bundesländer Berlin und Brandenburg zuständig und mit rund 4600 Mitarbeitern besetzt (Stand: 2023). Der Stab gliedert sich in die drei Bereiche Einsatz, Polizeitechnik / Materialmanagement und Verwaltung sowie in vier Stabsstellen (Innenrevision, Controlling / Qualitätsmanagement, Projektgruppe BER und Öffentlichkeitsarbeit / Beschwerdemanagement). Außerdem sind dem Stab zwölf Inspektionen nachgeordnet.
Für den Bezirk sind die Abschnitte 35 (Treptow) und 36 (Köpenick) örtlich zuständig und nehmen sämtliche landespolizeilichen Aufgaben wahr.

## Bildung

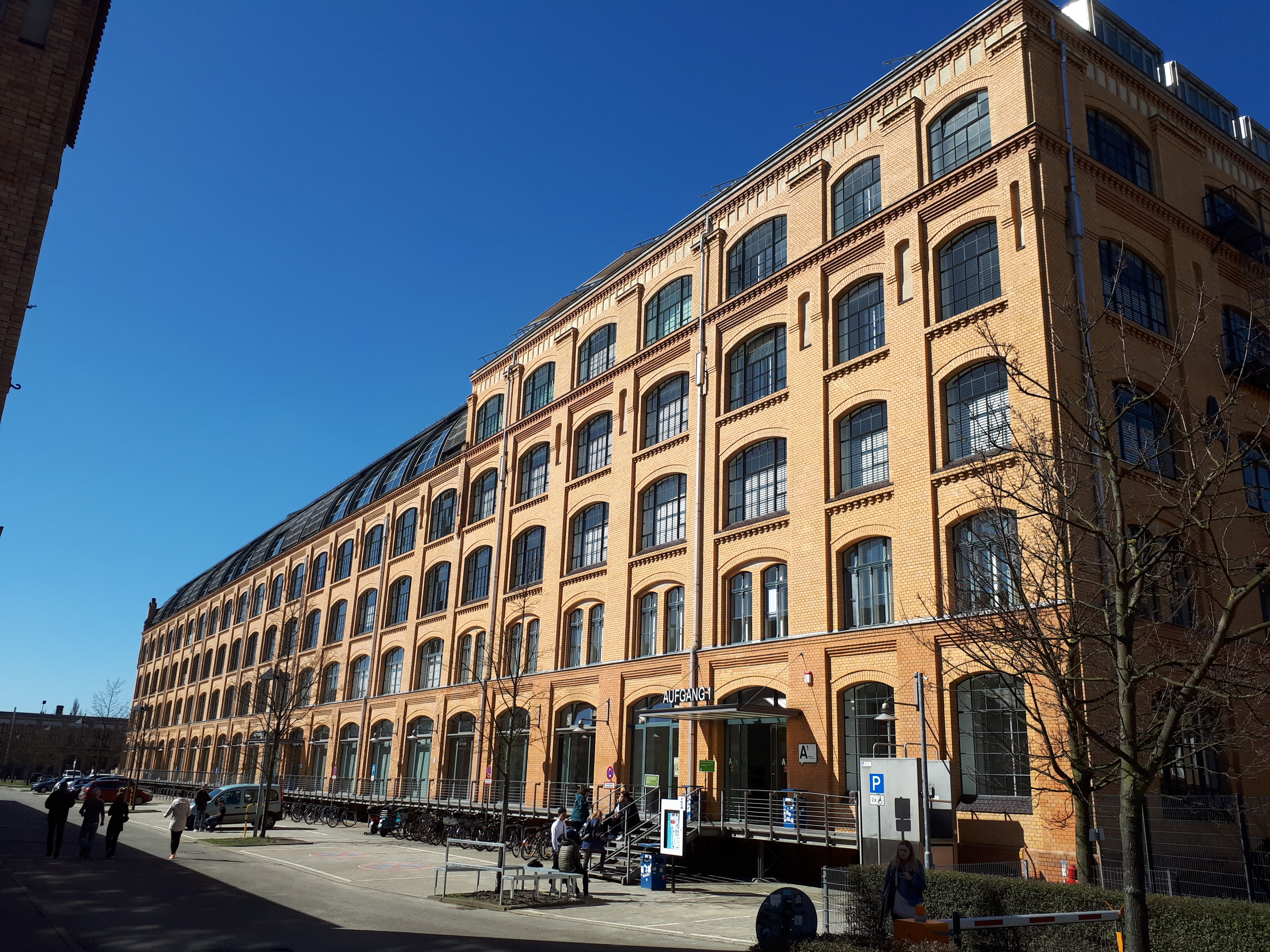
Hochschule für Technik und Wirtschaft Berlin

### Schulen
- Alexander-von-Humboldt-Gymnasium
- Gebrüder-Montgolfier-Gymnasium
- Emmy-Noether-Gymnasium
- Archenhold-Gymnasium

### Hochschulen
- Hochschule für Technik und Wirtschaft Berlin (HTW)
- Sechs Institute der Humboldt-Universität (Chemie, Informatik, Mathematik, Physik, Psychologie, Geografie)

### Forschung
- Helmholtz-Zentrum Berlin für Materialien und Energie, Betreiber des BESSY-Synchrotron
- Fraunhofer-Institut für Rechnerarchitektur und Softwaretechnik
- Forschungsverbund Berlin

## Kultur

### Sport
Der Fußballverein 1. FC Union Berlin wurde 1966 gegründet und spielt seit der Saison 2019/20 in der Fußball-Bundesliga. Er hat über 50.000 eingetragene Mitglieder (Stand: 2023). Die Heimspiele des Klubs werden im Stadion An der Alten Försterei in Köpenick ausgetragen, dem größten reinen Fußballstadion in Berlin.
Die Regattastrecke Berlin-Grünau ist eine der traditionsreichen Wassersportgebiete in Berlin. Wettkämpfe im Rudern, Kanurennsport, Kanupolo und Drachenbootfahren werden hier ausgetragen. Die ADAC-Motorboot Masters, eine Rennserie für Motorboote, werden ebenfalls in Grünau abgehalten.

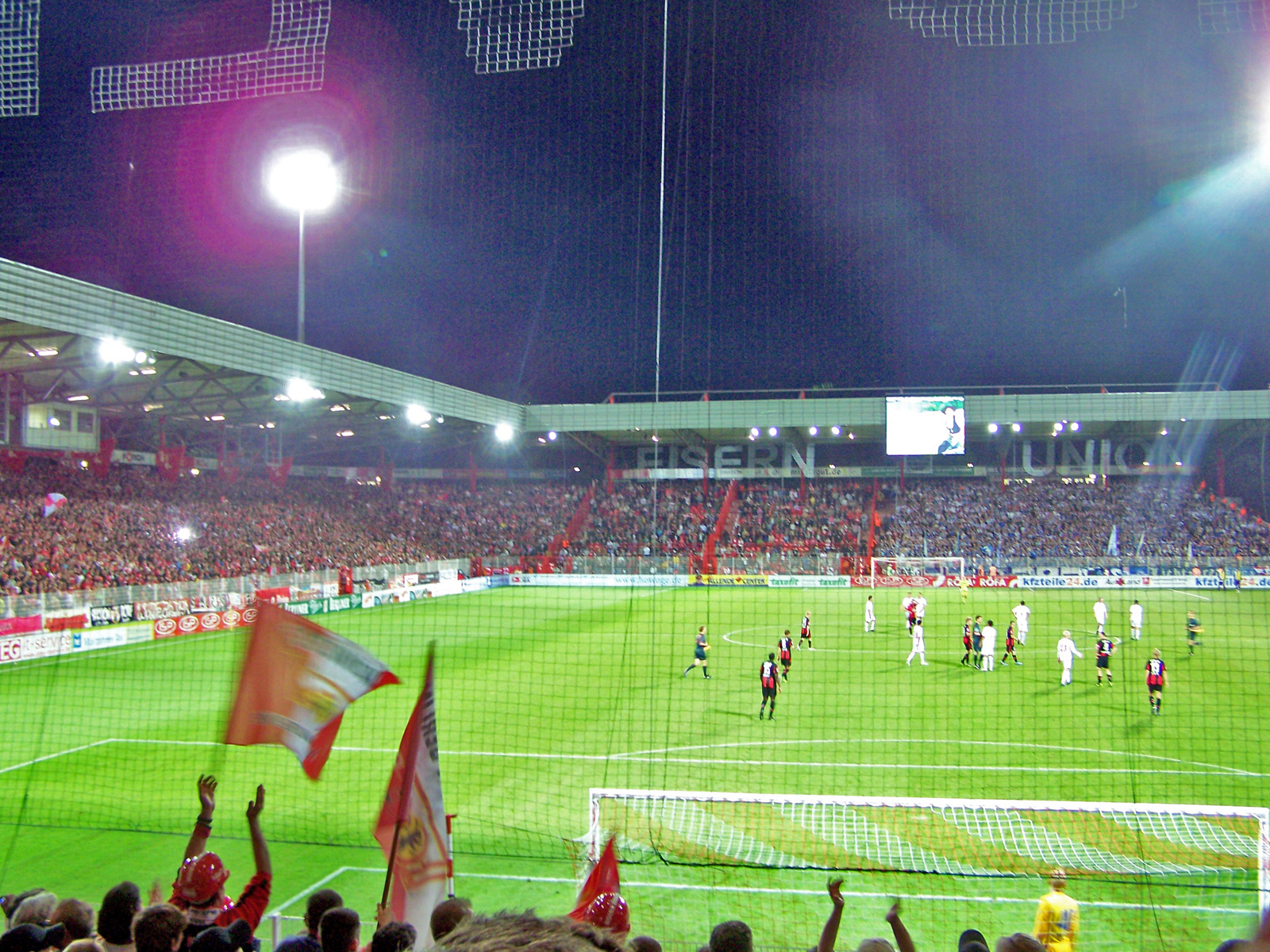
1. FC Union Berlin
BMX im Mellowpark
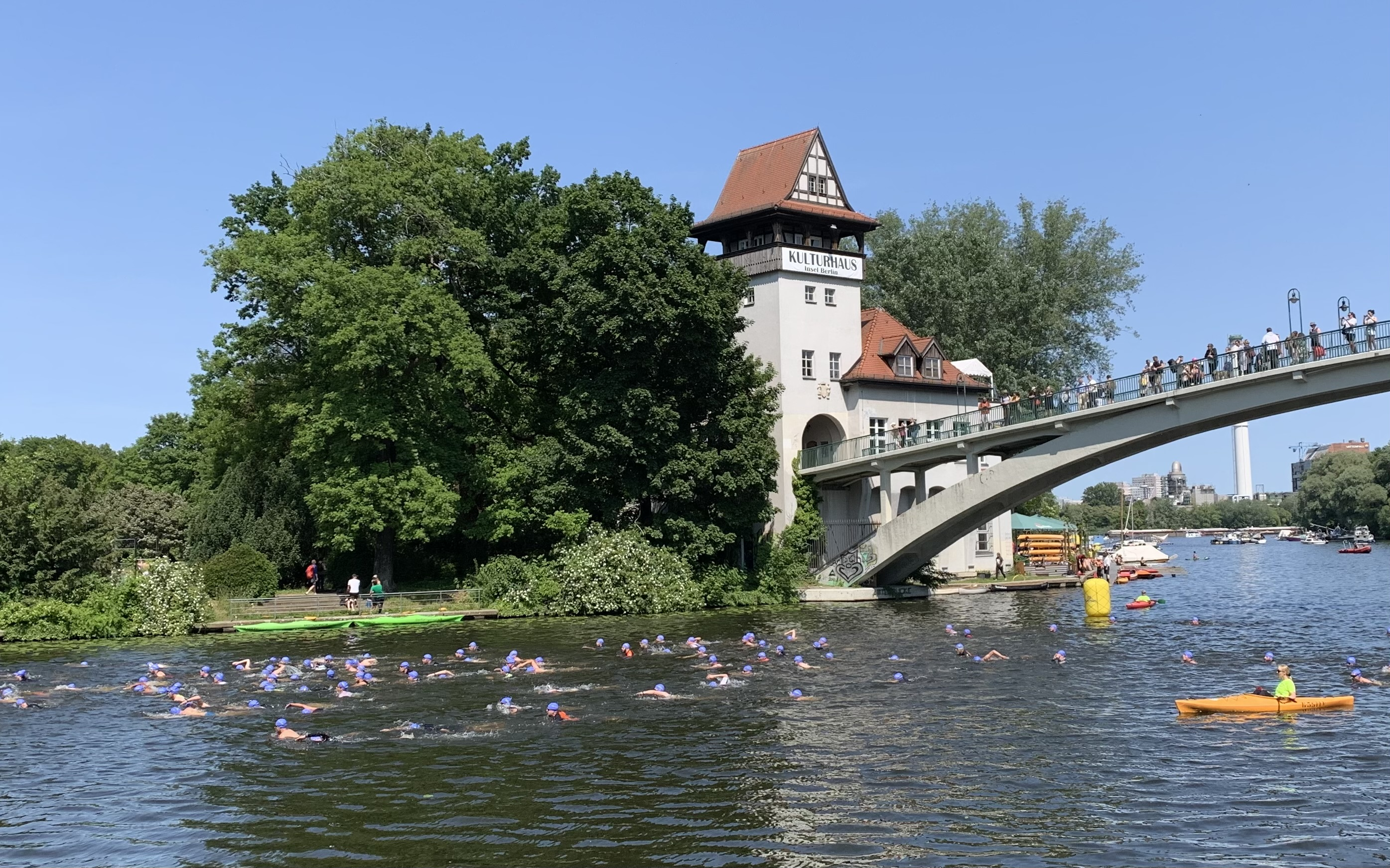
Berlin Triathlon

Der Mellowpark zählt zu den größten Skateboard- und BMX-Parks in Europa. Beachvolleyballfelder, ein Bolzplatz und Basketballplätze gehören auch zu dem Freizeitgelände des Parks.
Der Berlin-Triathlon, auch Hauptstadttriathlon genannt, findet jedes Jahr Anfang Juni in Treptow statt.
Jochen Schümann, geboren in Köpenick, wurde der erfolgreichste deutsche Olympionike im Segelsport. Seine Laufbahn begann er mit einem selbstgebauten Optimisten auf dem Müggelsee und als Mitglied des Yachtclubs Berlin-Grünau. Er gewann drei Gold- und eine Silbermedaille bei vier Olympischen Spielen.
Das Strandbad Müggelsee verfügt über mehr als 500 m Strand auf einer Landfläche von 211.000 m² und bietet eine Kapazität für 25.000 Badegäste.

### Bauwerke
- Schloss Köpenick
- Funkhaus Nalepastraße
- Modellpark Berlin-Brandenburg
- Müggelturm
- Archenhold-Sternwarte

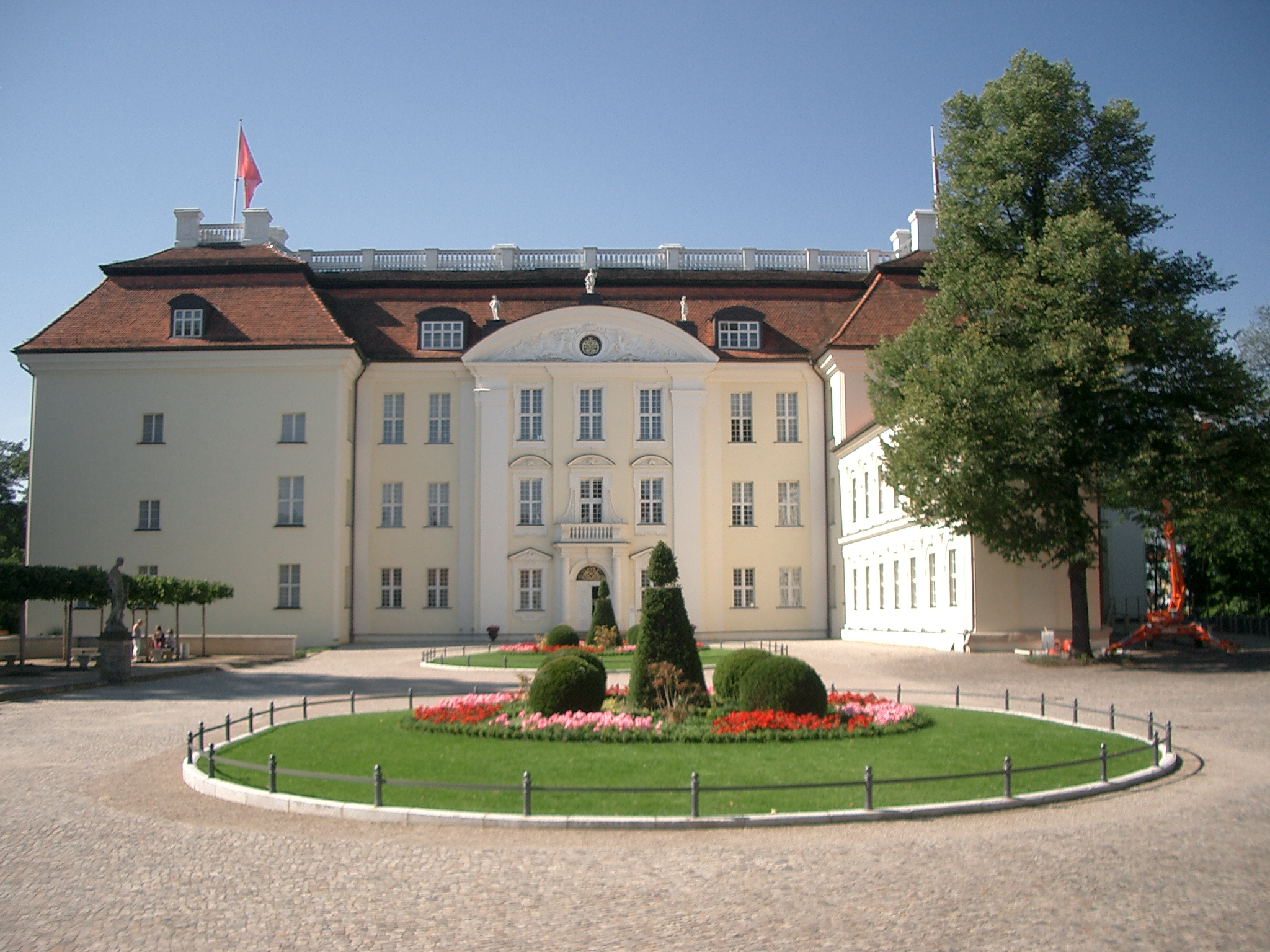
Schloss Köpenick mit Kunstgewerbemuseum

- Sowjetisches Ehrenmal im Treptower Park
- Reinbeckhallen, Zentrum für Kunst und Kultur

### Veranstaltungen, Kinos und Klubs

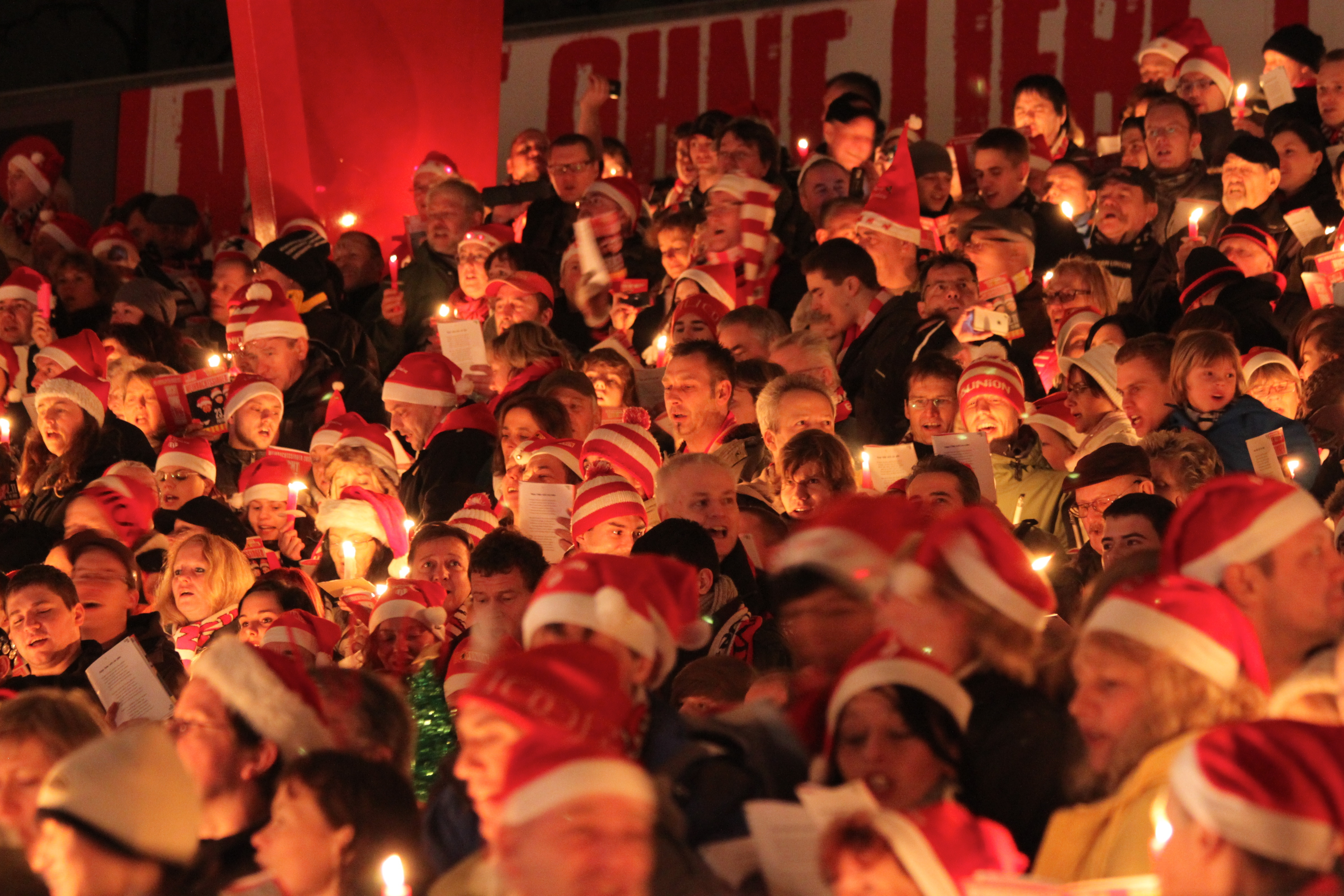
Weihnachtssingen des 1. FC Union Berlin

- Weihnachtssingen des 1. FC Union Berlin
- Parkbühne Wuhlheide, Freilichtbühne für Sommer-Konzerte
- Arena Berlin
- Club der Visionaere, Hoppetosse
- Lange Nacht der Wissenschaften
- Liste der Kinos im Berliner Bezirk Treptow-Köpenick

### Kunst
Der Streich des Hauptmanns von Köpenick ergab den lokalen Begriff Köpenickiade. Das Zuckmayer-Bühnenstück Der Hauptmann von Köpenick wurde am historischen Ort im Saal des Köpenicker Rathauses gespielt. Es gab Aufführungen im Ratskeller und 2015 kam eine Musicalfassung im Rathaushof hinzu. Für Filme wurde dieses Ereignis mehrfach gedreht, beispielsweise der Film aus dem Jahr 1956 in Regie von Helmut Käutner und mit Heinz Rühmann in der Titelrolle. 
Teile des Vampirfilms Wir sind die Nacht (2010) wurden auf dem ehemaligen Vergnügungsgelände Spreepark gedreht.